# Dendrophylax lindenii
Dendrophylax lindenii або орхідея-примара — вид квіткових рослин родини орхідні (Orchidaceae).

## Наукова назва
Рослина не раз змінювало свій рід і ім'я, але лише усталене «орхідея-привид» супроводжувало його незмінно. Ранні назви Aeranthes lindenii і Angraecum lindenii вказують на схожість орхідеї-примари з африканськими ангрекоїдними орхідеями групи Angraecinae і її африканське походження. Мабуть, якимось незвичайним способом в далекі часи насіння цих орхідей потрапили на американський континент, а рослини що з'явилися з них пристосувалися по-своєму до нових умов. Дальня спорідненість з ангрекоїдними орхідеями особливо явно помітно в пору цвітіння орхідеї-примари. Пізніше рослину зарахували до роду Polyrrhiza і назвали Polyrrhiza lindenii. У перекладі «Polyrrhiza» означає «багато коренів», що відповідає будові орхідеї, більшу частину якої складають численне розбіжне павутиною сіро-зелене коріння. Назва «Поліріза» досі часто вживається по відношенню до цієї орхідеї. Однак у базі всесвітньо визнаного ботанічного дослідницького центру Королівські ботанічні сади Кью (Велика Британія) ця орхідея віднесена до роду Dendrophylax і класифікується як Dendrophylax lindenii (Дендрофілакс Ліндена). Назва Polyrrhiza lindenii (Поліріза) є синонімом назви Dendrophylax lindenii (Дендрофілакс Ліндена). У видовій назві є згадка про людину, яка вперше виявила орхідею в далекому 1844 році на Кубі. Це був бельгійський ботанік і колекціонер орхідей Жан Жюль Лінден (1817—1898), посланий своїм урядом у віці 19 років у складі експедиції в країни Центральної і Південної Америки. Звідси і визначення у назві орхідеї «lindenii».

## Поширення
Зустріти рослину можна в південних вологих лісах Флориди (США), на Кубі, Гаїті і Багамських островах. Орхідея-привид живе серед боліт, де селиться в кронах дерев: на вертикальних стволах і великих гілках кипарисів, аннони звичайної (Annona glabra), ясена каролінського (Fraxinus caroliniana), часто покритих мохами. Одне з улюблених місць проживання Dendrophylax lindenii — королівські пальми, за це у США часто називають «пальмова поллі».

## Охоронні заходи
Зустріти орхідею-привид пощастити не кожному, і не тільки тому, що місця її виростання не настільки комфортні і доступні для людини. Красива і рідкісна рослина поступово зникає з лиця землі. Багато в чому це відбувається через зміни клімату, що порушують її природні умови існування, а також від безконтрольного збору браконьєрами. Зараз орхідея Dendrophylax lindenii взята під охорону держави і занесена в додаток II міжнародної Конвенції СІТЕС. За останніми даними в заповідниках і лісах Флориди (США) налічується близько 1200 орхідей-примар.

## Опис
Dendrophylax lindenii відноситься до багаторічних епіфітних безлистих орхідей, тобто живе на деревах і не має листя. Основна частина рослини — її повітряні гладкі товсті (до 0,5 см в діаметрі) і довгі (до 50 см) сіро-зелене коріння з зеленими зростаючими кінчиками. Вони розходяться з центральної частини короткого кореневища з укороченим стеблом, обплітаючи, як павутина, стовбур дерева, щільно прилягаючи до його корі. Коріння орхідеї містить зелений хлорофіл і виконують функцію листя — переробляють сонячну енергію в енергію рослини. Зверху вони покриті веламеном, що вбирає поживні речовини, вологу з атмосфери і дощову воду і захищає внутрішню частину коренів. На коренях помітні характерні біло-сірі дрібні пунктирні лінії (pneumatode), з їхньою допомогою в рослині відбувається газообмін і фотосинтез.
Вважалося, що орхідея-привид паразитує на дереві, тобто забирає для себе з нього поживні речовини і вологу. В даний час це твердження спростовано. Також говорилося, ніби існує орхідея-привид за рахунок симбіозу з мікоризних грибком, який постачає її корінню поживні речовини. Але поки точних досліджень на цю тему не проводилося. Тому існує найбільш ймовірне твердження, ніби коріння орхідеї-примари вбирає у себе поживні речовини і вологу, що довільно стікають вниз по стовбуру дерева.

## Спосіб життя
У мохах добре затримується насіння орхідеї, а їхнє середовище сприяє їхньому проростанню. Молоді рослини складаються з одного-двох невеликих корінців. У перший рік орхідея часто утворює крихітні листочки, або листкоподібні зачатки. У них накопичується додатковий хлорофіл, необхідний для перетворення сонячного світла в енергію рослини. Листочки допомагають зміцніти молодій орхідеї і після зникають назавжди, що дає привід відносити Dendrophylax lindenii до безлистих орхідей.

### Цвітіння
Цвітіння Dendrophylax lindenii настає лише через кілька років після проростання насіння, коли збільшиться розмір і кількість її коренів. Тоді в кінці зими або на початку весни з укороченого стебла, що знаходиться в центральній частині рослини, з'являються тонкі та міцні, немов дріт, що розходяться в сторони, квітконоси, від одного до десяти на рослині. Вони досить довгі, часом їх розмір досягає 25 см. Під вагою розкритої квітки вони витончено згинатися. На кожному квітконосі утворюється єдина квітка. Часто всі квітки на рослині розкриваються одночасно, і тоді цвітіння орхідеї здається особливо ефектним. Час цвітіння орхідеї припадає на червень-серпень і триває у кожної квітки близько трьох тижнів.
Біла квітка орхідеї-примари дуже витончена, нарядна і ароматна. Вона виглядає досить великою на тлі загального розміру рослини. У поперечному вимірі квітка має 3-4 см, від верхньої до нижньої точки квітки 7-13 см. Квітка складається з трьох білих, ніби воскових, чашолистків (сепалій) і трьох білих пелюсток. Третя пелюстка сильно збільшена, утворює трилопатеву губу, що закінчується звисаючими вниз, немов щупальця, верхівками. Дві бічні лопаті середньої частки губи нагадують ноги стрибаючої жаби-альбіноса, за що орхідею-привид також називають «орхідея-жаба».
Під час дозрівання квітки пелюстки можуть відгинатися назад і міняти колір на блідо-зелений. Лише губа завжди залишається білою. Вона втягнута всередину і витончено переходить у довгий (до 12 см) звисаючий шпорец, наповнений солодким нектаром.

### Запилення
Нектар служить бажаним частування для комах-запилювачів. У ночі квітки орхідеї-примари світяться і виділяють тонкий фруктово-яблучний аромат, що підсилюється рано вранці. Так орхідея привертає свого запильника — одну з гігантських нічних метеликів-сфінксів. Довгий хоботок цієї комахи дозволяє йому поласувати нектаром з дна глибокого нектарника орхідеї-примари. Свої личинки гігантська моль відкладає неподалік, на тих же деревах, що і полюбляє Dendrophylax lindenii. Є спостереження, що дозволяють стверджувати, що у Dendrophylax lindenii є другорядний запильник — денний великий метелик Papilio cresphontes, якого помітили на її квітці.

### Насіннєве розмноження
Після цвітіння орхідеї-привид утворюються довгі тонкі зігнуті насіннєві коробочки, що визрівають протягом року. У них знаходяться тисячі мікроскопічних насінин. Вони висипаються з стиглих коробочок і потрапляють на сприятливу для рослини середовище — мох, болото. Проростають лише одиничні екземпляри, у зв'язку з чим розмноження орхідеї утруднене, зараз рослина відноситься до зникаючих видів.
Існування безлистої орхідеї Dendrophylax lindenii можливе лише в природних умовах, а її культивування проблематичне і вимагає багатьох зусиль. Зазвичай поза природним довкіллям орхідея-привид гине протягом року. Навіть досвідченим колекціонерам орхідей не завжди удається культивувати цю непокірну орхідею